# Escuela de Mecánica de la Armada

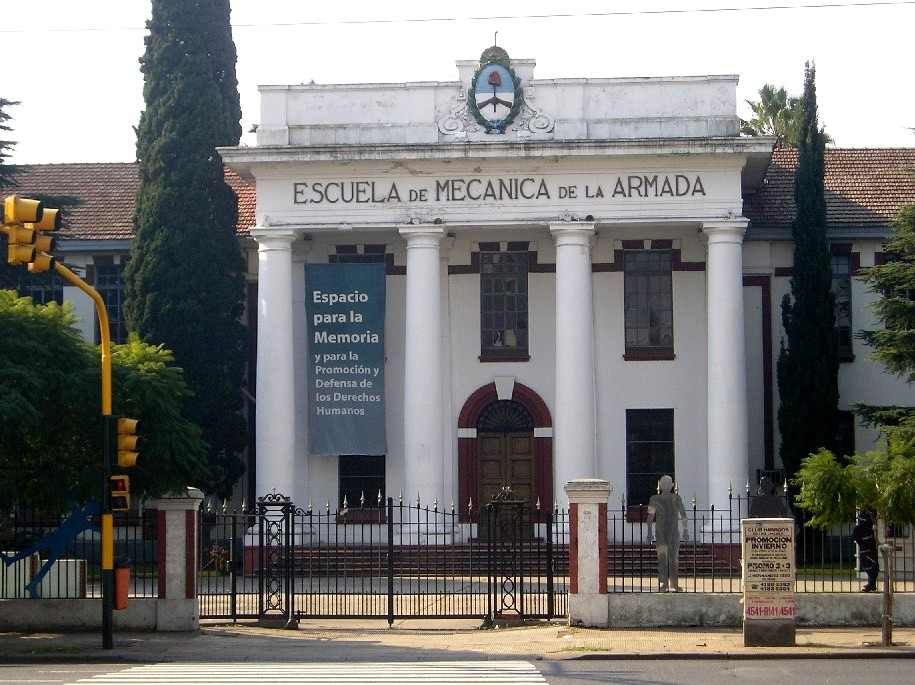
Das Hauptportal der alten ESMA, die vollständig zu einer Gedenkstätte umgewandelt werden soll. Das Transparent weist auf die Gedenkstätte hin.

Die Escuela de Mecánica de la Armada, früher Escuela Superior de Mecánica de la Armada (ESMA) (im Deutschen meist als Technikschule/Mechanikschule der Marine übersetzt) war eine Ausbildungseinrichtung der argentinischen Marine in der Hauptstadt Buenos Aires. Während der Militärdiktatur von 1976 bis 1983 war dort ein geheimes Folterzentrum untergebracht, in dem schätzungsweise 5.000 Menschen ermordet worden sind. Heute ist das Gebäude eine Erinnerungsstätte. Sie befindet sich im Stadtteil Belgrano, an der Avenida del Libertador.

## Militärdiktatur 1976 bis 1983
Während der Militärdiktatur von 1976 bis 1983 war die Schule gleichzeitig ein Geheimgefängnis und das größte Folterzentrum des Landes. Etwa 5000 Menschen wurden dort gefoltert und anschließend überwiegend ermordet, hauptsächlich politische Gegner des Regimes und Personen, die dafür gehalten wurden. Nach Schätzungen von Menschenrechtsorganisationen sollen nur rund 200 der Inhaftierten die Gefangenschaft überlebt haben.
Die meisten Opfer waren ohne Rechtsgrundlage in Nacht-und-Nebel-Aktionen von Sicherheitskräften verhaftet worden und wurden als Desaparecidos (span. Verschwundene) bezeichnet. Nach Aussagen des argentinischen Offiziers Adolfo Scilingo wurden viele der in der ESMA Inhaftierten auf so genannten Todesflügen (Vuelos de la muerte) betäubt und nackt aus Flugzeugen über dem nahen Río de la Plata oder dem Atlantik abgeworfen.
Die ESMA unterstand dem Oberbefehlshaber der Marine und Mitglied der Junta Admiral Emilio Massera, der als einer der Hauptverantwortlichen für die Durchführung des „schmutzigen Kriegs“ galt. Zwei der berüchtigtsten Folterer der ESMA waren die Militärangehörigen Alfredo Astiz und Miguel Ángel Cavallo. Cavallo wurde 2000 in Mexiko verhaftet und 2011 in Argentinien so wie Astiz zu lebenslanger Haft verurteilt.

## Nach der Militärdiktatur
Nach dem Ende der Diktatur 1983 wurde das 17 Hektar große parkartige Gelände, auf dem 34 Gebäude stehen, wieder ausschließlich für seinen ursprünglichen Zweck genutzt. Erst Präsident Néstor Kirchner setzte zum Jahrestag des Militärputschs 2004 durch, dass einige der Gebäude vom Militär geräumt und für eine Gedenkstätte zur Verfügung gestellt werden mussten. 2007 wurde die Gedenkstätte eröffnet. Es finden dort Führungen und Veranstaltungen statt. Die Gedenkstätte wird durch vierzehn Organisationen betrieben (Stand 2019), darunter die Madres de Plaza de Mayo, Abuelas de Plaza de Mayo und H.I.J.O.S.
Als Ersatz für die geräumten Gebäude, unter anderem die Offiziersmesse, den Hauptpavillon, die Wache und das Krankenhaus, wurden dem Militär neue Räumlichkeiten im Stadtteil Retiro zur Verfügung gestellt.
Am 2. August 2010 beschloss der Ministerrat des Staatenbundes Mercosur, in den Räumlichkeiten der ehemaligen Technikerschule der Marine den Sitz des Instituts für Menschenrechte unterzubringen.
Im September 2023 wurde die Museums- und Gedenkstätte ESMA in die Liste der UNESCO-Welterbestätten aufgenommen.